# Astatotilapia burtoni
Astatotilapia burtoni (Günther, 1894) è un pesce d'acqua dolce appartenente alla famiglia Cichlidae ed alla sottofamiglia Pseudocrenilabrinae.

## Distribuzione
Proviene dal lago Tanganica, nell'Africa orientale. Vive prevalentemente dove l'acqua scorre lenta e non è particolarmente profonda.

## Descrizione
Il corpo è allungato, compresso ai lati, e raggiunge la lunghezza di 15 cm, anche se solitamente i maschi misurano circa 12 e le femmine 7 cm. La pinna caudale ha il margine arrotondato. La colorazione è piuttosto variabile, ma sono presenti strisce verticali più scure.

## Biologia

### Alimentazione
Si nutre di insetti, vermi e altri invertebrati.

### Riproduzione
Questi ciclidi sono ovipari e la fecondazione è esterna. Sono inoltre incubatori orali.

## Conservazione
Questa specie è classificata come "a rischio minimo" (LC) dalla lista rossa IUCN perché è comune nel suo habitat.

## Acquariofilia
A volte viene tenuto in acquario, ma può essere aggressivo.